# IC 4111
IC 4111 ist eine Linsenförmige Galaxie vom Hubble-Typ S0 im Sternbild Coma Berenices am Nordsternhimmel. Sie ist schätzungsweise 347 Millionen Lichtjahre von der Milchstraße entfernt und hat einen Durchmesser von etwa 100.000 Lichtjahren. Vom Sonnensystem aus entfernt sich die Galaxie mit einer errechneten Radialgeschwindigkeit von näherungsweise 7.800 Kilometern pro Sekunde. Die Galaxie gilt als Mitglied des Coma-Galaxienhaufens Abell 1656.
Das Objekt wurde am 29. April 1891 von Guillaume Bigourdan entdeckt.